# Via di lizza
Una via di lizza è una strada nel territorio delle Alpi Apuane, in cui in passato si facevano scendere i blocchi di marmo dalle cave fino a valle con il metodo della lizzatura.

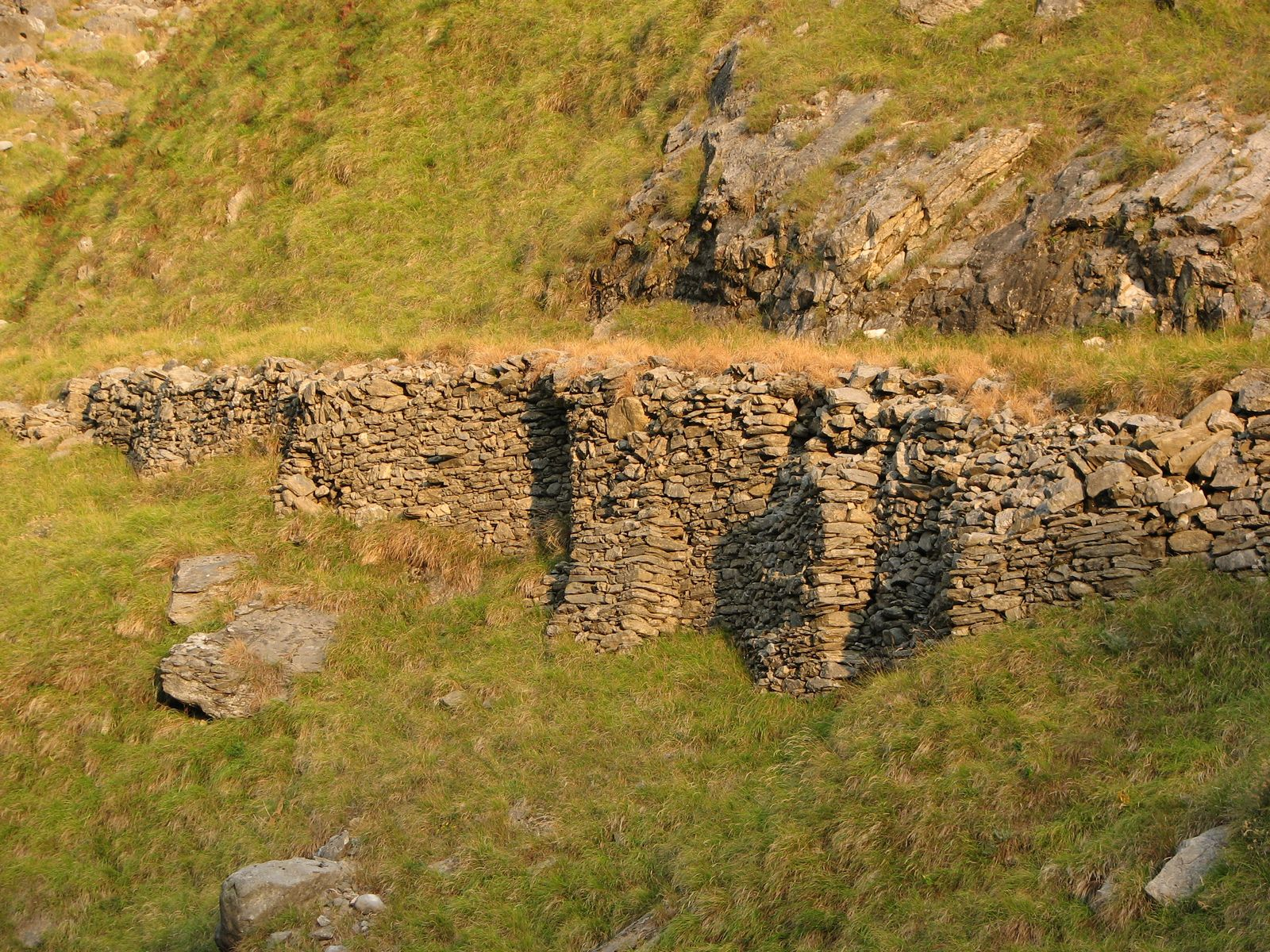
Muri di contenimento della lizza degli Alberghi.

## Costruzione
Le vie di lizza non erano delle strade vere e proprie ma erano dei percorsi ricavati dai fianchi della montagna o nel fondo delle valli. Le difficoltà create dalla morfologia del terreno rendevano necessario l'utilizzo di diverse soluzioni. Si avevano vie ricavate dai ravaneti quando la cava era a bassa quota, oppure da percorsi costruiti in muratura lungo la montagna quando le cave erano a quote più alte. Nella costruzione di tali strade si cercava di rendere il percorso il più rettilineo possibile, in quanto le curve rendevano più difficoltosa la discesa della lizza. Perciò si preferiva costruire le strade con maggior pendenza, e quindi più corte, per ridurre il numero delle curve sul percorso e per la conseguente maggior brevità del tragitto.

### Vie su ravaneto
Le vie ricavate dai ravaneti sui costoni della montagna erano le più utilizzate quando le cave erano poste a bassa quota. Una volta che era definito il tracciato lungo il ravaneto, si provvedeva a rimuovere i massi più grandi lungo il percorso, in modo che non potessero essere di intralcio alla discesa della lizza. Il letto della strada veniva leggermente affossato rispetto ai detriti ai lati per renderlo più omogeneo. Se vi erano delle piccole asperità nel terreno, i lizzatori se ne occupavano direttamente durante la discesa sistemando i massi nella maniera più appropriata. Il capolizza sistemava poi i parati incastrandoli tra un masso e l'altro.
Tali percorsi avevano un costo di costruzione relativamente basso. Difatti non era raro che venissero modificati molto spesso per adattarsi al mutamento del ravaneto, causato dall'apporto di ulteriori detriti o dallo scorrere delle acque superficiali.

### Vie con massicciata a secco
Dove non si potevano sfruttare i ravaneti, o non vi era la possibilità di usufruire di irregolarità dei costoni della montagna, si provvedeva a costruire strade massicciate a secco. La costruzione non aveva strutture portanti: era composta solamente dall'incastro di massi appositamente squadrati e posizionati sul terreno. La difficoltà nella costruzione di queste strade si manifestava quando si incontravano pendenze superiori al 100%. In questi casi non vi era sempre un solido punto di appoggio che sorreggesse tutto il peso della struttura, per cui si era costretti a usufruire dei piccoli gradini o delle rientranze naturali del terreno per inserire gli elementi portanti. In mancanza di tali irregolarità si doveva andare a scolpire la roccia manualmente.
Su questi elementi portanti veniva poi costruito il muro che definiva il bordo della via, e veniva riempito lo spazio tra il muro e la parete della montagna con massi. La costruzione procedeva in verticale fino a quando non si raggiungeva la larghezza necessaria per il passaggio di una lizza, che variava dai 2 ai 4 metri.
La superficie della strada veniva poi ricoperta con massi appositamente squadrati di forma rettangolare e basso spessore, posti in maniera tale da facilitare la discesa della lizza e l'inserimento dei parati tra un masso e l'altro.
Gli agenti atmosferici e i ripetuti passaggi delle lizze mettevano in crisi la stabilità di tutta la struttura, perciò tali strade necessitavano di frequenti manutenzioni con costi elevati.

### Vie su roccia naturale
Quando era possibile sfruttare le condizioni morfologiche del terreno, si poteva evitare la costruzione di strutture e ricavare la strada direttamente dalla roccia viva. Con l'utilizzo di piccole cariche esplosive si delineava il tracciato e si eliminavano le asperità, poi con scalpello e martello si rifiniva il percorso. Su queste strade era difficile il posizionamento dei parati. Per ovviare al problema si scolpivano nella roccia le sedi in cui andare a sistemare i parati. Questi tipi di strade avevano dei costi di manutenzione relativamente bassi.

### Vie sul fondo delle valli
Dove non era possibile la costruzione di una via artificiale, si era costretti a costruire la via di lizza lungo il fondo della valle che, salvo rari casi, coincideva sempre con il corso di un fiume a portata stagionale. Essendo impossibile la costruzione di massicciate, si doveva liberare il letto del fiume dalle asperità e dai detriti, e anche in questo caso si faceva scivolare la lizza sulla roccia viva. Le difficoltà maggiori nel percorrere queste strade erano date dalla mancanza di spazio di lavoro, in quanto i lizzatori erano costretti a lavorare in spazi stretti con il rischio di schiacciamento, e dalle frequenti balze lungo il percorso, che costringevano i lizzatori a laboriose e pericolose manovre.
Analizzando la costruzione delle vie di lizza, si nota come in passato le vie fossero meno ripide e con molte più curve. Questo è dato dal fatto che utilizzando materiali meno resistenti e affidabili come i piri rotondi e i canapi, non ci si poteva spingere oltre certe pendenze. Solo con l'arrivo del filo elicoidale e l'utilizzo dei piri quadrati, che fornivano maggiore stabilità e resistenza, si nota come la costruzione di vie cambiò radicalmente, preferendo vie rettiline con forti pendenze a vie con maggiori curve.